# Robert Dill-Bundi
Robert Dill-Bundi (Chippis, 18 novembre 1958 – Chippis, 16 settembre 2024) è stato un pistard e ciclista su strada svizzero, professionista tra il 1981 ed il 1988, fu campione olimpico nell'inseguimento e mondiale nel keirin.

## Carriera
Già da junior si mise in evidenza vincendo i campionati nazionali su strada nel 1975 ed i campionati mondiali su pista nella specialità dell'inseguimento nel 1975 e nel 1976. Da dilettante fu tre volte campione svizzero dell'inseguimento individuale (1978, 1979 e 1980) e campione olimpico, sempre nell'inseguimento individuale a Mosca 1980, oltre ad ottenere due bronzi mondiali nell'inseguimento a squadre.
Da professionista ottenne cinque titoli nazionali: tre nell'inseguimento (1981, 1982 e 1983), uno nel chilometro da fermo (1982) e uno nella corsa a punti (1983). Vinse anche la Sei giorni di Zurigo nel 1982, insieme a Urs Freuler, e i mondiali nel keirin nel 1984. I principali successi su strada furono una tappa al Giro d'Italia 1982 e il prologo del Tour de Romandie nel 1983.

## Palmarès

### Pista
- 1975

Mondiali juniores, inseguimento individuale
- 1976

Mondiali juniores, inseguimento individuale
- 1978

Campionati svizzeri, inseguimento individuale dilettanti
- 1979

Campionati svizzeri, inseguimento individuale dilettanti
- 1980

Campionati svizzeri, inseguimento individuale dilettanti
Giochi olimpici, inseguimento individuale
- 1981

Campionati svizzeri, inseguimento individuale
- 1982

Campionati svizzeri, inseguimento individuale
Campionati svizzeri, chilometro da fermo
Sei giorni di Zurigo (con Urs Freuler)
- 1983

Campionati svizzeri, inseguimento individuale
Campionati svizzeri, corsa a punti
- 1984

Campionati mondiali, inseguimento individuale (keirin)

### Strada
- 1975

Campionati svizzeri, in linea juniores
- 1982

19ª tappa Giro d'Italia (Boario Terme > Vigevano)
- 1983

Prologo Tour de Romandie (Bulle > Bulle)

### Altri successi
- 1982

Criterium di Göppingen
Criterium di Reutlingen

## Piazzamenti

### Grandi giri
- Giro d'Italia

1982: ritirato
1983: ritirato

### Competizioni mondiali
- Mondiali su pista

San Cristóbal 1977 - Inseguimento individuale dil.: 4º
San Cristóbal 1977 - Inseguimento a squadre dil.: 3º
Monaco di Baviera 1978 - Inseguimento individuale dil.: 5º
Monaco di Baviera 1978 - Inseguimento a squadre dil.: 3º
Amsterdam 1979 - Inseguimento individuale dil.: 7º
Leicester 1982 - Inseguimento individuale: 8º
Leicester 1982 - Keirin: 8º
Zurigo 1983 - Inseguimento individuale: 2º
Zurigo 1983 - Corsa a punti: 7º
Barcellona 1984 - Keirin: vincitore
Barcellona 1984 - Velocità: 5º
Bassano del Grappa 1985 - Keirin: 8º
- Giochi olimpici

Montréal 1976 - Inseguimento individuale: 14º
Mosca 1980 - Inseguimento individuale: vincitore
Mosca 1980 - Inseguimento a squadre: 8º

## Riconoscimenti
- Mendrisio d'argento del Velo Club Mendrisio nel 1975
- Sportivo svizzero dell'anno nel 1980